# Клоков, Александр Юрьевич
Алекса́ндр Ю́рьевич Кло́ков (род. 27 марта 1953, Дикое, Воронежская область) — российский липецкий краевед, председатель Липецкого областного краеведческого общества, почётный гражданин города Липецка.

## Биография
Родился в Липецке, на территории бывшей Дикинской слободы. Окончил школу № 16, затем — Липецкий металлургический техникум. Потом поступил и окончил Липецкий педагогический институт.
Работал инженером на Новолипецком металлургическом заводе, в Липецком областном краеведческом музее (научным сотрудником, заведующим отделом археологии, затем — отделом истории). По совместительству был учителем.
Создал клуб реставраторов «Русь» и Липецкое областное краеведческое общество (в обеих организациях руководитель). Реставрировал липецкие церкви (в том числе Древне-Успенскую церковь и Христорождественский собор).